# Samantha Weinberg
Samantha Weinberg, conosciuta come Kate Westbrook (...), è una scrittrice, politica e giornalista inglese.
Educata al St Paul's Girls' School e Trinity College, Cambridge, è l'autrice del libro A Fish Caught in Time: The Search for the Coelacanth e della serie The Moneypenny Diaries scritta sotto le pseudonimo di Kate Westbrook.
Weinberg è sposata con il produttore cinematografico Mark Fletcher, dal quale ha avuto due figli. Attualmente vive nel Wiltshire, Inghilterra. Nel 1995, ha speso tre mesi in viaggio attraverso gli Stati Uniti insieme a Daisy Waugh.

## Opere
- Last of the Pirates: in search of Bob Denard (1994, ISBN 0224033077) romanzo sul mercenario francese Bob Denard. (inedito in Italia)
- A Fish Caught in Time: The Search for the Coelacanth, (1999) saggio di ittica. (inedito in Italia)
- Pointing from the Grave: a True Story of Murder and DNA (2003, ISBN 0241141362), con cui vince il CWA Gold Dagger for Non-Fiction. Il libro parla di Helena Greenwood in California nel 1985 e sull'uso pionieristico delle scienze applicate sul DNA umano che hanno permesso di trovare il suo assassino 15 anni dopo.(inedito in Italia)

### The Moneypenny Diaries
Parallelamente alla serie Young Bond scritta da Charlie Higson, la Ian Fleming Publications segue la produzione di una serie da un punto di vista più femminile. Affida così a Weinberg, che si firmerà con lo pseudonimo Kate Westbrook, i Diari di Moneypenny. Moneypenny è uno dei personaggi inventati da Ian Fleming e più precisamente è la segretaria di M, il capo dei servizi segreti britannici, perennemente attratta da 007. È stata portata sullo schermo per i primi quattordici film della saga dell'agente segreto dall'attrice canadese Lois Maxwell (1927-2007), Caroline Bliss (1987-1989), Samantha Bond (1995-2002) e Naomie Harris (2012-in corso).
| Anno | Titolo italiano | Titolo originale                       | Note                         |
| ---- | --------------- | -------------------------------------- | ---------------------------- |
| 2005 |                 | The Moneypenny Diaries: Guardian Angel | (inedito in Italia)          |
| 2006 |                 | For Your Eyes Only, James              | racconto (inedito in Italia) |
| 2006 |                 | Secret Servant                         | (inedito in Italia)          |
| 2006 |                 | Moneypenny's First Date With Bond      | racconto (inedito in Italia) |
| 2008 |                 | Final Fling                            | (inedito in Italia)          |

## Politica
Nel 2010 Weinberg diventa candidata del Green Party per sedere nel parlamento del Regno Unito con il suo nome da sposata.